# 香港島專線小巴37線
香港島專線小巴37線，由新合興發展營辦，循環來往鴨脷洲（平瀾街）至利東邨／鴨脷洲邨，以順時針方向行走（鴨脷洲平瀾街→利東邨→鴨脷洲邨→鴨脷洲平瀾街）。
此路線是唯一全程在鴨脷洲島內行走的小巴路線。

## 歷史
- 1988年：37線開辦，當時由黃竹坑小巴服務有限公司營運。
- 1992年：分拆為順時針走線的37線及逆時針走線的37A線（後者已取消）。
- 2000年8月28日：繞經利南道和怡南路（海怡東街市）。
- 2007年1月1日：增設繞經利南道工業區的特別班次，其後因客量稀少而於同年7月15日取消。
- 2011年11月16日：配合港鐵南港島綫（東段）工程，本線不經海怡東街市，原定為期一年[1]。
- 2011年11月28日：調整收費，連同37A線收費由HK$3調整至$3.2。
- 2016年8月30日：恢復途經海怡東街市。[2]
- 2017年8月7日：因南港島線通車導致客量下降，與37A一同減至約30分鐘一班車；同時增設免費轉車服務，於利東邨登上此路線往平瀾街班次的乘客，可在車長安排下於鴨脷洲轉乘同線小巴往鴨脷洲邨及海怡半島。
- 2018年1月28日：因經營困難，黃竹坑小巴服務有限公司放棄營運，改由鴨脷洲專線小巴接辦，並改為循環來往鴨脷洲邨至利東邨，去程途經鴨脷洲大街，全程收費調整至4元。同日增設繞經鴨脷洲南灣的特別班次37S。
- 2018年6月17日：37S取消服務。
- 2018年8月19日：延長尾班車時間至21:00。
- 2018年8月24日：本路線被重新招標[3]，最後新合興發展投得本路線的經營權。
- 2019年4月7日：正式由新合興發展接辦，全程收費調整至$4.5，回復黃竹坑小巴服務停辦前的走線，同時增設與36X的八達通補差價式轉乘優惠。
- 2020年6月29日：縮短服務時間，星期一至五改為07:00-19:00，星期六、日及公眾假期則調整為09:00-19:00。[4]
- 2020年10月18日：全程收費調整至$5[5]

## 行車路線

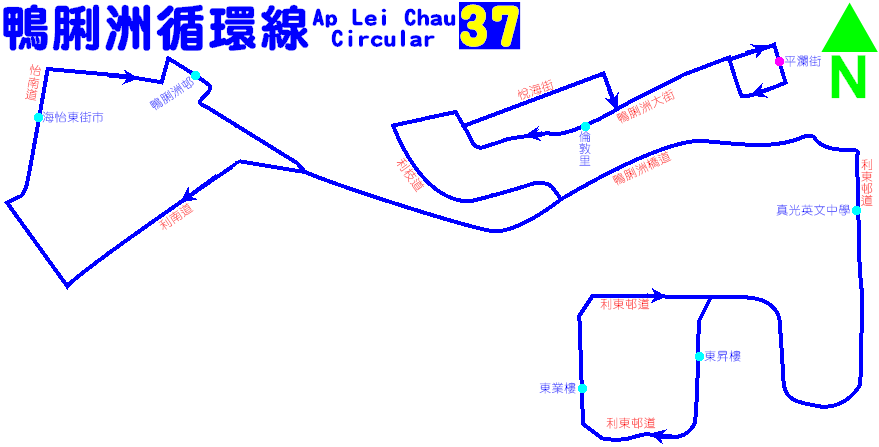
此線的走線圖

- 途經：平瀾街、新市街、惠風街、鴨脷洲大街、利枝道、鴨脷洲橋道、鴨脷洲徑、利東邨道、利東邨通道、利東邨道、鴨脷洲徑、鴨脷洲橋道、利南道、怡南路、鴨脷洲橋道、鴨脷洲邨公共運輸交匯處、鴨脷洲橋道、利枝道、鴨脷洲大街、悅海街、華庭街、鴨脷洲大街及平瀾街

## 服務時間及班次
37
- 由鴨脷洲（平瀾街）開出：
  - 星期一至六：07:00-19:00（15-30分鐘一班）
  - 星期日及公眾假期：09:00-19:00（30分鐘一班）

## 車費
37
- 全程收費：$5

## 外部連結
- 運輸署 香港區專線小巴37線 （页面存档备份，存于）